# Џеферсон (округ Јорк, Пенсилванија)
Џеферсон (енгл. Jefferson, York County) град је у америчкој савезној држави Пенсилванија.

## Демографија
По попису из 2010. године број становника је 733, што је 102 (16,2%) становника више него 2000. године.
| Група             | 2000.       | 2010.       |
| Белци             | 626 (99,2%) | 719 (98,1%) |
| Афроамериканци    | 1 (0,2%)    | 6 (0,8%)    |
| Азијати           | 0 (0,0%)    | 0 (0,0%)    |
| Хиспаноамериканци | 2 (0,3%)    | 3 (0,4%)    |
| Укупно            | 631         | 733         |